# نيكولا فوتشفيتش
نيكولا فوتشفيتش مواليد 24 أكتوبر 1990 في مورس، هو لاعب كرة سلة محترف مونتينيغري بدأ مسيرته الاحترافية في سنة 2011 حيث تم اختياره من قبل فريق فيلادلفيا سفنتي سيكسرز خلال الدرافت، يلعب مع فريق أورلاندو ماجيك في الرابطة الوطنية لكرة السلة كلاعب وسط ويحمل الرقم 9. يبلغ طوله 7 قدم 0 بوصة (2.1 م).

## فرق لعب لها
- فيلادلفيا سفنتي سيكسرز
- أورلاندو ماجيك

## إحصائيات المسيرة

### الموسم الاعتيادي
| السنة   | الفريق                 | لعب | بدأ | دقيقة | ميداني% | ثلاثية | حرة  | ارتداد | صنع | استلاب | تصدي | نقطة |
| ------- | ---------------------- | --- | --- | ----- | ------- | ------ | ---- | ------ | --- | ------ | ---- | ---- |
| 2011–12 | فيلادلفيا سفنتي سيكسرز | 51  | 15  | 15.9  | .450    | .375   | .529 | 4.8    | .6  | .4     | .7   | 5.5  |
| 2012–13 | أورلاندو ماجيك         | 77  | 77  | 33.2  | .519    | .000   | .683 | 11.9   | 1.9 | .8     | 1.0  | 13.1 |
| 2013–14 | أورلاندو ماجيك         | 57  | 57  | 31.8  | .507    | .000   | .766 | 11.0   | 1.8 | 1.1    | .8   | 14.2 |
| 2014–15 | أورلاندو ماجيك         | 74  | 74  | 34.2  | .523    | .333   | .752 | 10.9   | 2.0 | .7     | .7   | 19.3 |
| 2015–16 | أورلاندو ماجيك         | 65  | 60  | 31.3  | .510    | .222   | .753 | 8.8    | 2.8 | .8     | 1.1  | 18.2 |
| المسيرة |                        | 324 | 283 | 30.1  | .511    | .269   | .731 | 9.8    | 1.9 | .8     | .9   | 14.5 |

### التصفيات
| السنة   | الفريق                 | لعب | بدأ | دقيقة | ميداني% | ثلاثية | حرة  | ارتداد | صنع | استلاب | تصدي | نقطة |
| ------- | ---------------------- | --- | --- | ----- | ------- | ------ | ---- | ------ | --- | ------ | ---- | ---- |
| 2012    | فيلادلفيا سفنتي سيكسرز | 1   | 0   | 3.0   | .000    | .000   | .500 | 1.0    | .0  | .0     | .0   | 1.0  |
| المسيرة |                        | 1   | 0   | 3.0   | .000    | .000   | .500 | 1.0    | .0  | .0     | .0   | 1.0  |

## روابط خارجية
- نيكولا فوتشفيتش على موقع الاتحاد الدولي لكرة السلة (الإنجليزية)
- نيكولا فوتشفيتش على موقع إن بي أي (الإنجليزية)
- نيكولا فوتشفيتش على موقع سبورتس رفرنس (الإنجليزية)
- نيكولا فوتشفيتش على موقع كرة السلة الأوروبية.كوم (الإنجليزية)
- نيكولا فوتشفيتش على موقع DraftExpress.com (الإنجليزية)
- نيكولا فوتشفيتش على موقع إي إس بي إن.كوم (الإنجليزية)
- نيكولا فوتشفيتش على موقع كلية كرة السلة في سبورتس رفرنس.كوم (الإنجليزية)
- نيكولا فوتشفيتش على موقع ريلجم (الإنجليزية)
- نيكولا فوتشفيتش على موقع بروبوليرز (الإنجليزية)
- نيكولا فوتشفيتش على موقع سبورتس رفرنس (الإنجليزية)